# جون ويليام كينيدي
جون ويليام كينيدي (بالإنجليزية: John William Kennedy)‏ هو سياسي بريطاني، ولد في 1910. انتخب عضو برلمان أيرلندا الشمالية.